# Eva Moore
Eva Moore (Brighton; 9 de febrero de 1870 - Maidenhead; 27 de abril de 1955) fue una actriz británica.

## Biografía
Moore nació y fue educada en Brighton, Inglaterra. Sus padres fueron Edmund Henry Moore y Emily Strachan, y tuvo una hermana también actriz, Decima Moore. En 1891 Eva Moore se casó con el actor Henry V. Esmond, con el que tuvo dos hijos, Jack y Jill, esta última la futura actriz Jill Esmond, primera esposa de Laurence Olivier. 
Moore hizo su primera actuación teatral en el Teatro Vaudeville de Londres el 15 de diciembre de 1887, en la obra Proposals. Más adelante entró a formar parte de la compañía de John Lawrence Toole y actuó en el Teatro Folly el 26 de diciembre de ese año en la pieza Dot. En 1892 fue Minestra en The Mountebanks, de W. S. Gilbert y Alfred Cellier.  En 1894 trabajó con Charles Hawtrey y Lottie Venne en la obra de Francis Burnand A Gay Widow.  Otros de sus papeles teatrales fueron: el de Mabel Vaughn en The Wilderness (1901); Lady Ernestone en la pieza de Henry V. Esmond My Lady Cirtue (1903); Wilhelmina Marr en Billy's Little Love Affair (1903); Kathie en Old Heidelberg (1902 y 1909), con George Alexander; el papel del título en Sweet Kitty Bellaire (1907); Mrs. Errol en Little Lord Fauntleroy (1908); Mrs. Crowley en The Explorer (1908); Mrs. Bayle en Best People y Mrs. Rivers en The House Opposite (1909). 
Moore dirigió después la comedia de Henry V. Esmond Eliza Comes to Stay, estrenada en el Teatro Criterion el 12 de febrero de 1913, y transferida al Vaudeville el 6 de julio de 1914. En octubre de 1920 el matrimonio viajó por Canadá con Nigel Bruce como su director teatral, el cual interpretó a Montague Jordan en Eliza Comes to Stay, obra reestrenada en el Teatro Duke of York de Londres el 14 de junio de 1923.
Eva Moore tomó parte en el movimiento sufragista, al igual que su hermana Decima, acudiendo a reuniones y actuando en obras y películas con dicha orientación.
Entre 1920 y 1946 Moore actuó en más de dos docenas de filmes, el primero de ellos "The Law Divine" (1920). Entre sus películas mudas destacan The Crimson Circle (1922), The Great Well (1924) y Motherland (1927). De sus títulos sonorous cabe destacar Almost a Divorce (1931), The Old Dark House (1932), Leave It to Smith (1933), I Was a Spy (1933), El judío Süß (1934), A Cup of Kindness (1934), Vintage Wine (1935), The Divorce of Lady X (1938, en el que trabajaba su yerno, Laurence Olivier), A Son Is Born (1946) y Of Human Bondage (1946). 
Moore publicó sus memorias bajo el título de Exits and Entrances. 
Eva Moore falleció en Maidenhead, Inglaterra, en 1955.